# 内堀富美
内堀 富美（うちぼり ふみ、1966年9月9日 - ）は、福岡県を拠点に活動するローカルタレントであり、CROSS FMナビゲーターの1人。福岡県久留米市出身。血液型はO型。

## 略歴
学生時代にアメリカ留学を経験。帰国後はその英語力を生かし福岡ではまだ珍しかったバイリンガルタレントとして活動している。
その後福岡のFM新局であるCROSS FMのナビゲーターオーディションを受け合格、1993年9月1日の開局以来、1994年から1997年春まで（産休）と2003年春から2004年春を除きナビゲーターを務めた。
1998年4月よりテレビ西日本『ももち浜ストア』のレポーターとして18年間活動し、2016年9月末をもって卒業。
2017年4月、地元である久留米市にて10代の頃から夢見ていたハンバーガーショップを開業。店名の「MALIBU（マリブ）」は留学先の地名に由来。

## 過去の担当番組
- ももち浜ストア（1998年4月 - 2016年9月、テレビ西日本）
- TAKE IT EASY （1993年9月 - 12月、CROSS FM）
- CROSS RENDEZVOUS （1997年4月 - 1999年3月、CROSS FM）
- SATURDAY MUSIC GARAGE（1999年4月 - 2003年3月、CROSS FM）
- COUNTDOWN KYUSHU HOT 100（2004年4月 - 2008年3月、CROSS FM）